# 日光街道
日光街道（日语：／ Nikkō Kaidō */?），是日本江戶時代的五街道之一，是為了自江戶城前往祭祀德川家康的日光東照宮而鋪設。日光街道的起點為日本橋（東京都中央區），終點為日光坊中（栃木縣日光市），沿途共設有21個宿場。
至於日本橋至宇都宮之間的路段，則是與奥州街道共用。

## 二十一宿場
1. 千住宿（東京都足立區）
2. 草加宿（埼玉縣草加市）
3. 越谷宿（埼玉縣越谷市）
4. 粕壁宿（埼玉縣春日部市）
5. 杉戶宿（埼玉縣北葛飾郡杉戶町）
6. 幸手宿（埼玉縣幸手市）
7. 栗橋宿（埼玉縣久喜市）
8. 中田宿（茨城縣古河市）
9. 古河宿（古河城下）（茨城縣古河市）
10. 野木宿（栃木縣下都賀郡野木町）
11. 間間田宿（栃木縣小山市）
12. 小山宿（栃木縣小山市）
13. 新田宿（栃木縣小山市）
14. 小金井宿（栃木縣下野市）
15. 石橋宿（栃木縣下野市）
16. 雀宮宿（栃木縣宇都宮市）
17. 宇都宮宿（宇都宮城下）（栃木縣宇都宮市）
18. 德次郎宿（栃木縣宇都宮市）
19. 大澤宿（栃木縣日光市）
20. 今市宿（栃木縣日光市）
21. 鉢石宿（栃木縣日光市）